# Pyhäjärvi (sjö i Finland, Lappland, lat 66,80, long 28,73)
Pyhäjärvi är en sjö i Finland. Den ligger i kommunen Salla i landskapet Lappland, i den norra delen av landet, 800 km norr om huvudstaden Helsingfors. Pyhäjärvi ligger 218,1 meter över havet. Den är 9,2 meter djup. Arean är 1,07 kvadratkilometer och strandlinjen är 5,07 kilometer lång. Sjön  ingår i Kemi älvs huvudavrinningsområde.   Den sträcker sig 1,9 kilometer i nord-sydlig riktning, och 1,1 kilometer i öst-västlig riktning.